# Daniel Jacobson
Daniel Jacobson (født 14. oktober 1861 i København; død 16. november 1939 i København) var en dansk medicinsk professor og psykiater. Han var overlæge på den psykiatriske afdeling på Frederiksberg Hospital og hans ry som behandler blev udbredt over hele Skandinavien.

## Opvækst og virke
Daniel Jacobson var søn af Mathilde Jacobson og grosserer Eduard Daniel Jacobson. Han blev student fra Hauchs Skole i 1879 og tog medicinsk eksamen i 1886. I 1886-87 var han reservelæge ved Garnisions Sygehus og var derefter ansat på St. Hans Hospital 1889-91. Jacobson blev dr. med. i 1891. Reservelæge ved Kommunehospitalets Afd. VI 1892-95; oprettede en nerveklinik 1896; Fængselslæge ved Straffeanstalten på Christianshavn fra 1897; Censor ved medicinsk eksamen fra 1902; Overlæge ved Frederiksberg Hospital fra 1903; Medlem af Bestyrelsen for Fængselshjælpen og af Københavns Værgeråd.
Privat boede Jacobson i Vesterbrogade i København, og hans klinik lå på Kochsvej på Frederiksberg. Arbejdet i nerveklinikken gjorde ham kendt over hele Skandinavien og hans kunder kom typisk fra samfundets øvre del. Jacobson drev klinikken frem til 1931 og fugerede som overlæge indtil 1932.
Daniel Jacobsen var gift med Mariane Fredericia (1870-1919), som i 1895 fødte datteren Gudrun.

## Edvard Munch bliver patient
Blandt Jacobsons patienter var en række skandinaviske kunstnere. En af dem var den norske maler Edvard Munch. Han døjede med alkoholmisbrug, hallucinationer, forfølgelsesvanvid og begyndende lammelse i benene, og blev indskrevet hos Jacobson den 3. oktober 1908. Jacobsons behandling bestod af samtaler, hjertemassage, varme fyrrenålebade og mild elektrisk stimulation af hjernen. Munch sluttede behandlingen i maj 1909 og tog tilbage til Norge. Munch forvandlede under opholdet sin sygestue til atelier og udførte adskillige malerier, grafiske værker samt fotografier. Det blev til tre portrætter af Jacobson, samt en tegning af den elektriske behandling. Desuden tegnede han Jacobsons assistent Sigrid Schacke.
Behandlingen påvirkede såvel Munchs helbred som hans malestil. Norsk biografisk leksikon fortæller, at Efter sit nervøse sammenbrud i 1908 malede Munch færre af de symbolistiske billeder, som han var blevet berømt for 1890'ne, og fremstillede nu mere positive og farvemættede billeder med udgangspunkt i naturobservationer.

## Weblinks
- Wikimedia Commons har flere filer relateret til Daniel Jacobson